# صحيفة اللواء (فلسطين)
صحيفة اللواء هي صحيفة يومية سياسية صدرت في مدينة القدس، بين العامين 1935-1937. كان جمال الحسيني صاحب امتياز الصحيفة، ومديرها المسؤول خالد الفرخ، والمحررون إميل الغوري وجورج صلاح الخوري الذي اشترك أيضًا في تحرير صحيفة «اللهب».
نقلت الصحيفة الأخبار المحلية وأنباء العالم اللاسلكية، توقفت الصحيفة عن الصدور في عام 1937 وتعتبر صحيفة عائلية لعائلة الحسيني المقدسية.
جاء في افتتاحية صاحب الامتياز في الجريدة جمال الحسيني ما يلي: «واللواء لسان صدق ومبدأ. ولا يحسن بالصدق إلا أن يكون منزهًا عن قول الخنا، منزهًا عن الشتائم والسخائم ولا يكون المبدأ إلا ساميًا رحب الصدر».
وتيرة الصدور: يومية
سنوات الصدور: 1935-1937
مكان الصدور: القدس
الناشرون: جمال الحسيني
المحرّرون: إميل الغوري، جورج صلاح الخوري

## روابط خارجية
- أعداد من صحيفة اللواء في أرشيف جرايد